# Teratohyla spinosa
Teratohyla spinosa es una especie  de anfibio anuro de la familia Centrolenidae.
Se encuentra en el este de Colombia, Costa Rica, este de Ecuador, Honduras, Panamá y Nicaragua.
Las principales amenazas a su conservación son la pérdida de su hábitat natural a causa de la deforestación y la contaminación causada por los fertilizantes químicos.